# Dimkow-Gletscher
Der Dimkow-Gletscher (bulgarisch Димков ледник Dimkow lednik) ist ein 6 km langer und 4 km breiter Gletscher auf der Brabant-Insel im Palmer-Archipel westlich der Antarktischen Halbinsel. Er fließt von den westlichen Hängen der Solvay Mountains in südwestlicher Richtung zur Duperré-Bucht, in die er südlich des Humann Point einmündet.
Die bulgarische Kommission für Antarktische Geographische Namen benannte ihn 2009 nach dem bulgarischen Mediziner und Medizintheoretiker Petar Dimkow (1886–1981).